# Ґуркі-Другі
Ґуркі-Другі (пол. Górki Drugie) — село в Польщі, у гміні Гостинін Ґостинінського повіту Мазовецького воєводства.
Населення — 208 осіб (2011).
У 1975-1998 роках село належало до Плоцького воєводства.

## Демографія
Демографічна структура станом на 31 березня 2011 року:
|          | Загалом | Допрацездатний вік | Працездатний вік | Постпрацездатний вік |
| -------- | ------- | ------------------ | ---------------- | -------------------- |
| Чоловіки | 106     | 30                 | 65               | 11                   |
| Жінки    | 102     | 25                 | 50               | 27                   |
| Разом    | 208     | 55                 | 115              | 38                   |